# Em Defesa da Irmã
Em Defesa da Irmã es un cortometraje mudo dirigido por el cineasta brasileño Eduardo Abelim, quien también se encargó del guion, la fotografía, la dirección artística y la producción, además de participar como actor junto a Isolda Fernandes, Antonio Ferreira, Aluísio Filho y Vitório Poli. Fue estrenado el 11 de noviembre de 1926 en Porto Alegre, Río Grande del Sur (Brasil), en cuyos alrededores fue filmado.
La historia del cortometraje gira en torno a un agricultor (Eduardo Abelim) y a Teresa (Isolda Fernandes), dos hermanos huérfanos, quienes acogen en su casa a un desconocido, Maroto (Vitório Poli). Este intenta seducir a Teresa y se la lleva cautiva, pero su hermano logra rescatarla y el secuestrador es enviado a la cárcel. Más tarde Maroto vuelve junto a varios matones y esta vez se llevan al hermano, quien logra escapar y reunirse de nuevo con Teresa.